# Eothenomys olitor
Eothenomys olitor es una especie de roedor de la familia Cricetidae.

## Distribución geográfica
Se encuentra sólo en China.  